# Јовијан
Флавије Јовијан (лат. Flavius Iovianus), познатији само као Јовијан, био је римски цар свега осам месеци од 26. јунa 363. до 17. фебруара 364. године. Јовијан је упамћен по неславном миру склопљеним са персијским краљем Шапуром II, али и као једини римски цар рођен у Сингидунуму (данашњем Београду).

## Успон и проглашење за цара
Јовијан је рођен 331. године у Сингидунуму и о његовој каријери пре ступања на трон не знамо много. Знамо да је његов отац Варонијан био "incola agri Singidonensis" и да је остварио запажену каријеру у војсци и догурао до места заповедника легије Јовијана (Iovianii-названи тако по Диоклецијановом когномену Iovius) и елитног гардијског одреда доместика (comes domesticorum). Очев успон је највероватније помогао и војничку каријеру сина, који по Амијану био скромно образован. И Јовијан је постао члан доместика и знамо да је пред крај живота Констанција II био у царевој пратњи. Када је Констанције изненада умро у Мопсуестији у Киликији новембра 361., Јовијану је поверен задатак да отпрати кола са покојником у Константинопољ. Јовијан је затим и сам постао заповедник гарде и пратио је Јулијана у злосрећном персијском походу у лето 363. године. Међутим, Јулијан је тешко рањен у једној борби са Персијанцима и умро је 26. јуна 363. године у близини града Маранге, нешто северније од Ктесифона.
Римска војска се налазила дубоко у персијској територији, резерве хране већ су биле ниске, а непријатељски војници су их стално узнемиравали са околних брегова. По сведоку догађаја Амијану Марцелину сви присутни војни заповедници су се сакупили како би изабрали новог цара, али се одмах појавила подела међу официрима из Констанцијеве источне и Јулијанове галске војске. Престо је прво понуђен паганину Салутију, преторијанском префекту Истока, који је почаст одбио због својих поодмаклих година и слабог здравља. Док су официри распаљивали нову расправу, неколицина војника извикала је за новог цара Јовијана и оденули га у царски пурпурни плашт. Узвик у част новог цара „Јовијан август!" прихваћен је и од остатка војске, додуше грешком. Војници су помислили да се наздравља опорављеном ЈУЛијану, а не новоизабраном ЈОВијану. Када су увидели грешку, неки од војника су се ражалостили због Јулијанове смрти, али је Јовијан ипак безпоговорно прихваћен за цара у војним круговима.

## Повлачење и неславни мир
Јовијанов избор за цара, више него неочекиван, спроведен је захваљујући популарности његовог оца међу обичним војницима, а још више потребом да нови цар преузме команду и извуче војску из тешког положаја. У међувремену, захваљујући римским дезертерима, Шапур II је сазнао за дешавања у непријатељском табору и наредио нови напад. Персијски удар, предвођен ратним слоновима, Римљани су одбили и кренули у повлачење левом обалом реке Тигар. Бунтовним војницима, који су очекивали да после преласка реке ускоро уследи римска граница, Јовијан је преко воље дозволио да у току ноћи покушају да пређу набујали Тигар и ликвидирају персијску стражу на другој обали реке. Подухват је успео и разјарена и полугладна римска војска је наставила марш кући. Са једне стране, Римљани су побеђивали у свакој отвореној борби, а са друге, били су без залиха и Персијанци су их стално гонили, тако да је Шапур решио да предложи Јовијану мировни споразум. Предлог је подразумевао тешке услове по римску страну: препуштање Персији пет провинција на левој обали Тигра, које је Галерије као Диоклецијанов цезар задобио 299., као и два важна погранична града: Нисибиса и Синагре. Поред тога, Рим је морао да напусти савез својим верним савезником јерменским краљем Аршаком и не меша се у будуће сукобе Јерменије и њеног далеко моћнијег суседа Персије. Споразум је склопљен на 30 година, а Аршака је Шапур убрзо затим заробио и након ослепљивања протерао. Јовијан и Шапур су разменили угледне таоце и након тога је римска војска наставила повлачење у све већем нереду. Војници су се хранили месом товарних животиња и након тога одбацивали пртљаг и оружје, све док пред њих није стигао војни заповедник Месопотамије Касијан са свежим намерницама. Подухват, који је Григорије Назијански доцније упоредио са Походом десет хиљада, најзад је окончан уз велике жртве.

## Изненадни крај
У војсци која се придружила Јовијановој главнини, био је и Прокопије, Јулијанов рођак. У јавности се од раније преносила прича да је Јулијан још раније одредио Прокопија за свог наследника. Страх од Прокопијевих претензија на престо био је, по Амијану Марцелину један од главних узрока да Јовијан склопи неповољни мир са Персијанцима. Покушавајући да што пре учврсти своју власт, Јовијан је послао низ поверљивих људи да преузму важне положаје у војсци на западу царства и прошире повољнију верзију догађаја од реалне. У Сирмијуму је живео његов таст, Лициније, кога је именовао магистром коњице, и задужио га да иде у остале провинције и спречи евентуалне побуне. Међутим, гласине о неповољном исходу преговора већ су стигле у Низибис и цар се утаборио ван града одбијајући да га посети и суочи се са гневним становништвом. Најчвршћа тврђава Истока мирно је предата Персијанцима. Јовијан је наредио да римски војници у року од три дана испразне град и натерају његово становништво да се пресели на територију под контролом Царства.
Јовијан је затим отишао у Антиохију, а потом је и поред неповољних зимских услова, наставио пут преко Мале Азије даље на запад. У Тијани у Кападокији стигла му је вест да је група побуњених војника у Ремију (данашњи Ремс) побила његове изасланике. Са друге стране, преостале галске легије су мирно прихватиле власт новог цара. Јовијан је затим у Анкири (данашња Анкара) 1. јануара 364. примио конзулат, а свог једногодишњег сина, Варонијана Млађег, узео је за колегу. С обзиром на младост свог сина, Јовијанов потез може се чинити преурањен и помало сметен. Међутим, власт новог цара није била општеприхваћена у целом Царству, ваљало је покушати са развијањем династичког култа што пре и поред објективних околности. По Амијану, бројни неповољни предзнаци пратили су Јовијана још од Антиохије, нпр мали Варонијан је непрекидно плакао током церемоније доделе конзулата. По царевом доласку у Антиохију, из предворја царске палате необјашњиво је нестала тучана кугла из руке статуе Галерија Максимијана. Греде у згради сената почеле су језиво да пуцкетају а на небу се усред дана појавила комета. Већ прве ноћи у Дадастани, граду на граници Галатије и Битиније, Јовијан је умро 17. фебруара 364. године. У зору је нађен мртав у свом кревету. Узроци смрти остали су предмет нагађања савременика. Претпостављало се да се угушио од испарења из свеже окречених зидова или димом од лошег угља који је ложен у пећи царске одаје. Владао је свега 236 дана.

## Верска политика
По историчару цркве Сократу Схоластику, који је писао у првој половини 5. века, Јовијан је својевремено одбио Јулијаново наређење да принесе жртву паганским боговима и радије је изабрао напуштање службе. Тек када је Јулијан кренуо у Персију, Јовијан је поново примљен у војску. Познији хришћански аутори (Созомен, Јован Малала, Јован Зонара...) пишу да је Јовијан је као услов прихватања царског трона затражио од присутних војника и сенатора да се изјасне као хришћани. Иако су ове анегдоте свакако апокрифне, оне добро приказује раскид са Јулијановим покушајем обнове паганства. Јовијан је био следбеник православља, за разлику од аријанских симпатија Констанција II и, касније, Валенса (364—378). Већ 27. септембра 363. године нови август је примио уз све почасти вођу православних Атанасија Александријског кога је све до Антиохије задржао у својој пратњи. Јовијан је додуше забранио неке паганске ритуале, али је задржао начелну политику верске толеранције не улазећи у сукобе са разним источњачким хришћанским сектама. Донације православној хришћанској цркви, које је Јулијан укинуо, Јовијан је обновио, а на његовом новцу се поново појављује христограм.
Јовијана је после краћег интерегнума наследио Валентинијан I 25. фебруара 364. године. Иако је Царство већим делом и даље било паганско, показало се да је хришћанство стекло снажно упориште у римској војној аристократији која је током 4. века одлучивала о избору цара. Међутим, као уступак традицијама Царства, Јовијан је, по историчару Еутропију, проглашен за паганског бога после смрти.
Краткотрајна Јовијанова владавина остала је упамћена захваљујући мировном споразуму са Персијанцима који је био принуђен да склопи. Неки извори тај споразум називају срамним, други неповољним али неопходним у датом тренутку. Његова обазривост у погледу могућности Прокопијеве узурпације није била без основа пошто се Прокопије прогласио за цара 28. септембра 365. у Константинопољу, али је убрзо побеђен од стране Валенса. О Јовијановим државничким способностима тешко је било шта рећи. Амијан је забележио неколико његових личних особина: висок стас, због кога су му приликом проглашења једва нашли довољно велики царски плашт, достојанствено држање и пажљивост у избору достојанственика. Међутим, био је склон и уживању у храни, пићу и женама. Амијан закључује да би те мане можда исправио да је имао прилике дуже да влада.